# Information Hyperlinked over Proteins
Information Hyperlinked over Proteins (или iHOP) — сервер, предоставляющий генетическую информацию из базы данных PubMed, организуя её в виде сети. Названия генов и белков преобразуются в гиперссылки, и весь объём информации предстает в виде единого ресурса с удобной навигацией.
Описание данной системы было опубликовано в научном издании Nature Genetics (2004) в статье «A gene network for navigating the literature» («Генетическая сеть для навигации в литературных источниках»).